# Holodictya incarnata
Holodictya incarnata är en insektsart som beskrevs av Victor Lallemand 1928. Holodictya incarnata ingår i släktet Holodictya och familjen lyktstritar. Inga underarter finns listade i Catalogue of Life.